# Hans Tugi
Hans Tugi, né vers 1460 à Bâle et mort en 1519, est un facteur d'orgue suisse.

## Biographie
Il s'inscrit à l'Université de Bâle en 1476-1477. Au début du XVIe siècle, Tugi est l'un des facteurs d'orgue les plus importants de Suisse et du sud-ouest de l'Allemagne. Il travailla et construisit des orgues pour les édifices suivants :
- Cathédrale Notre-Dame de Constance (1489-90, et peut-être aussi plus tard)[1]
- Cathédrale San Pietro de Mantoue (1503?)
- Grossmünster de Zurich (1505-07)
- Cathédrale Saint-Martin de Mayence (1514)
- Collégiale Saint-Vincent de Berne (1517-19)

Il travailla aussi de nombreuses années à Bâle, Colmar et d'autres villes.

## Source
- Manfred Schuler. "Tugi, Hans", Grove Music Online, ed. L. Macy, grovemusic.com (sur abonnement).
- Thomas Freivogel, « Tugi, Hans » dans le Dictionnaire historique de la Suisse en ligne, version du 8 septembre 2011.